# Mindszentkálla
Mindszentkálla je vas na Madžarskem, ki upravno spada pod podregijo Tapolcai Županije Veszprém.